# Partito Popolare Slovacchia Nostra
Il Partito Popolare Slovacchia Nostra (in slovacco Ľudová strana Naše Slovensko, ĽSNS) è un partito politico slovacco di estrema destra fondato nel 2010 da Marian Kotleba; dal novembre 2015 il nome ufficiale del partito è Kotleba - Partito Popolare Slovacchia Nostra (Kotleba - Ľudová strana Naše Slovensko).

## Storia
Il partito fu il 22 febbraio 2010 da Marian Kotleba, già leader di Comunità Slovacca - Partito Nazionale (Slovenská pospolitosť - Národná strana), bandito nel 2008 dal Ministero dell'interno poiché la sua attività politica era considerata in contrasto con la Costituzione. La decisione del Ministero venne poi annullata nel 2009 dalla Corte Suprema della Repubblica slovacca.
Il leader del partito, Kotleba, si fa chiamare "Vodca" (Duce) e spesso si presenta in pubblico indossando un'uniforme militare, così come anche molti altri militanti del partito. Le campagne elettorali del partito si sono contraddistinte per i toni fortemente ostili nei confronti della comunità dei Rom (definiti parassiti da Kotleba).
Inoltre il partito è anche fortemente ostile nei confronti dell'Unione europea, sostenendo infatti l'uscita della Slovacchia dall'Euro, e della NATO (definita organizzazione terroristica).
Alle elezioni parlamentari del 2010 il partito ha ottenuto l'1,39% dei voti, mentre alle elezioni del 2012 ha ottenuto l'1,58%, senza tuttavia riuscire a conquistare seggi.
Il 24 novembre 2013 Marian Kotleba è stato eletto Governatore della regione di Banská Bystrica, battendo al ballottaggio con il 55,5% dei voti il candidato dello Smer Vladimír Maňka.
Alle elezioni parlamentari in Slovacchia del 2016 il partito ottiene l'8,04% dei voti riuscendo ad eleggere 14 deputati al Consiglio nazionale. Nel 2017, alle regionali di Banská Bystrica Kotleba è stato sconfitto dal candidato indipendente Jàn Lunter, perdendo così il governo della regione.
Alle elezioni europee del 2019 ha ottenuto il 12,07% dei voti, eleggendo 2 europarlamentari.
Alle elezioni parlamentari del 2020 ha ottenuto il 7,97% dei voti, circa lo stesso numero di consensi del 2016, eleggendo però 17 deputati, 3 in più.

## Programma
Il partito si propone di:
- cambiare il sistema parlamentare attuale in un sistema di democrazia diretta;
- razionalizzare la spesa per ottenere un bilancio statale in equilibrio;
- costruire l'indipendenza politica dello Stato Slovacco dalle istituzioni internazionali;
- fornire stabilità politico-militare e un adeguato livello di difesa nazionale;
- riformare il sistema giudiziario e garantire l'obiettività e l'efficienza dei procedimenti giudiziari e delle decisioni;
- garantire cibo ed energia per l'autosufficienza dello Stato;
- prendere le misure appropriate nel campo dell'istruzione, della cultura, della politica estera, dell'immigrazione e fermare il processo di perdita dell'identità nazionale slovacca.

## Risultati elettorali
| Elezione          | Voti    | %     | Seggi    |
| ----------------- | ------- | ----- | -------- |
| Parlamentari 2010 | 33.724  | 1,33  | 0 / 150  |
| Parlamentari 2012 | 40.460  | 1,58  | 0 / 150  |
| Europee 2014      | 9.749   | 1,73  | 0 / 13   |
| Parlamentari 2016 | 209.779 | 8,04  | 14 / 150 |
| Europee 2019      | 118.995 | 12,07 | 2 / 13   |
| Parlamentari 2020 | 229.660 | 7,97  | 17 / 150 |
| Parlamentari 2023 | 25.003  | 0,84  | 0 / 150  |
| Europee 2024      | 7.103   | 0,48  | 0 / 15   |